# 662 до н. е.

## Події
- 11 лютого — Імператор Дзімму засновує державу Японія, а його нащадки правлять нею донині.
- Морський бій між Коринфом і Керкірою.